# Irina Baskakova
Irina Baskakova (née le 25 août 1956) est une athlète représentant l'Union soviétique spécialiste du 400 mètres. 

## Biographie

### Palmarès
| Date | Compétition           | Lieu     | Résultat | Épreuve   | Performance   |
| ---- | --------------------- | -------- | -------- | --------- | ------------- |
| 1981 | Universiade           | Bucarest | 1re      | 400 m     | 51 s 45       |
| 1982 | Championnats d'Europe | Athènes  | 5e       | 400 m     | 50 s 58       |
| 1982 | Championnats d'Europe | Athènes  | 3e       | 4 x 400 m | 3 min 22 s 79 |
| 1983 | Championnats du monde | Helsinki | 6e       | 400 m     | 50 s 48       |
| 1983 | Championnats du monde | Helsinki | 3e       | 4 x 400 m | 3 min 21 s 16 |